# Dipoma
Dipoma là chi thực vật có hoa trong họ Cải.